# Holy Grail
„Holy Grail” este un cântect înregistrat de artistul hip-hop Jay-Z de pe al doisprezecelea lui album de studio Magna Carta Holy Grail. Este o colaborare cu Justin Timberlake și a fost primul single de pe album.